# Václav Kazimír Netolický von Eisenberg
Václav Kazimír Graf Netolický von Eisenberg (* 4. März 1700; † 15. März 1760 in Prag) war ein hoher Regierungs- und Hofbeamter im Königreich Böhmen. 

## Leben
Václav Kazimír Netolický von Eisenberg (deutsch: Wenzel Kasimir Netolitzky von Eisenberg) entstammte aus einem unbedeutenden böhmischen Rittergeschlecht. Als armer Edelmann diente er zunächst in der Landmiliz und wurde 1726 zum Zweiten Hauptmann des Bechiner Kreises bestellt. 1738 übernahm er die Leitung des Königgrätzer Kreises. Danach stieg er schnell auf: 1739 königlicher Unterkämmerer, 1740 General-Feldmarschallleutnant sowie General-Proviantcommissär.
1741 wurde er in den Freiherrenstand erhoben, 1744 zum Geheimen Rat und 1747 zum Obersthoflehenrichter ernannt. Seit 1748 war er Präsident der kaiserlichen Repräsentationskommission. In diesem Amt führte er mehrere Neuerungen ein, u. a. im Steuerwesen durch die Abschaffung herkömmlicher Gebräuche (z. B. der Maibäume oder der Heerpauken beim Gottesdienst) und durch geringe Rücksicht auf das böhmische Nationalgefühl.
Im Siebenjährigen Krieg leistete er seit 1756 wichtige Dienste als Generalkriegskommissär. 1758 wurde er in den Grafenstand erhoben und 1759 zum Obersthofmarschall des Königreichs Böhmen ernannt. Am 15. März 1760 starb er in Prag. Sein Leichnam wurde in der Stadtkirche von Sobotka beigesetzt.
Da von seinem einzigen Sohn Johann Adam († 20. September 1769) trotz zweifacher Ehe keine Nachkommen zu erwarten waren, wandelte er die Herrschaft Kost in einen Fideikommiss um, die nach seinem Tod an den Ehemann seiner Tochter Anna Theresia, den Grafen Anton Wenzel Wratislaw von Mitrowitz und dessen männliche Nachkommen fallen sollte. Zugleich bestimmte er, dass diese den Nachnamen Netolický dem ihren beifügen sollten. Die Grafen Wratislaw-Netolický von Mitrovitz, erloschen 1867 mit dem Tod des Grafen Eugen Wratislaw von Mitrowitz.